# Moritz von Thann
Moritz von Thann (Wenen, 23 april 1879 – Wenen, 7 juni 1958) was een Oostenrijks componist en dirigent.

## Biografie
Von Thann werd als lid van de Hofsängerknaben theoretisch en praktisch in muziek opgeleid. In 1899 ging hij als vrijwilliger in het Tiroler Kaiserjäger-Regiment naar Brixen, waar hij lid werd van het militaire orkest. Tijdens de Eerste Wereldoorlog behoorde hij bij de kapel van de Hoch- und Deutschmeister in Wenen. Van 1924 tot 1933 was hij kapelmeester van de militaire kapel van het Infanterie-Regiment Nr. 2 in Wenen. Hij componeerde de Oberst-Wimmer-Marsch (1932) en de Soldatenliedermarsch.
- Gemeinsame Normdatei: 143640879
- International Standard Name Identifier: 0000 0001 1817 4189
- Virtual International Authority File: 169167745